# Condylostylus caesar
Condylostylus caesar är en tvåvingeart som beskrevs av Becker 1922. Condylostylus caesar ingår i släktet Condylostylus och familjen styltflugor. Inga underarter finns listade i Catalogue of Life.